# The Ballads
The Ballads (lançado no Reino Unido em 2010 como LoveSongs) é o segundo álbum de compilação de carreira da cantora e compositora estadunidense Mariah Carey. O álbum apresenta algumas das baladas mais conhecidas de Carey ao longo de sua carreira. Foi lançado internacionalmente no final de 2008 e na América do Norte em janeiro de 2009.

## Informações
O álbum contém alguns hits e singles de Carey, principalmente de sua época na Columbia Records. Ele não apresenta nenhum material novo ou inclui músicas gravadas com sua editora atual, a Island Records.
O single "Hero", de 1993, foi regravado e relançado para promover a compilação The Ballads. O vídeo mostra Mariah Carey entrando na sala de gravação acompanhada de seu cachorro, demorando-se no estúdio e cantando para a música. É intercalado com uma cena da Cidade de Nova York durante a noite.

## Recepção
| Críticas profissionais | Críticas profissionais |
| Avaliações da crítica  | Avaliações da crítica  |
| Fonte                  | Avaliação              |
| ---------------------- | ---------------------- |
| AllMusic               | [ 4 ]                  |

Blogcritics disse: "Este lançamento é um tipo diferente de álbum de Mariah Carey. Sem suas músicas mais rápidas e hip hop, é mais suave, pois coloca o foco em seus vocais, que sempre foi seu maior atributo e economia." Allmusic said: "And that's what The Ballads is: nothing but big love songs sung in a big voice." Allmusic disse: "E é isso que The Ballads é: nada além de grandes canções de amor cantadas em uma grande voz". A Billboard afirmou que o álbum "continuará presente nos gráficos à medida que nos aproximamos do Dia dos Namorados, já que parece uma compra natural de presentes".

## Desempenho comercial
O álbum estreou no número 17 na UK Albums Chart. Após uma aparição bem sucedida no X Factor, o álbum atingiu o número 13 em sua quarta semana e permaneceu no gráfico por dez semanas consecutivas. Na Irlanda, o álbum atingiu o número 8 e permaneceu no gráfico por doze semanas, e foi certificado como ouro. Na Nova Zelândia, o álbum atingiu o número 19, permanecendo no gráfico por três semanas. O álbum também estreou no número 79 na Austrália. No Japão, o álbum alcançou o número 19. O álbum estreou no número 45 no Dutch Albums Chart e caiu nove pontos atrás na segunda semana. Na terceira semana o álbum subiu do número 54 para o 5.
O álbum estreou no número 10 na Billboard 200, com vendas na primeira semana de 29.000 unidades. Foi a estréia mais alta do chart naquela semana e a quarta compilação que Carey fez, depois de #1's (número 4 em 1998), Greatest Hits (número 52 em 2001) e The Remixes (número 26 em 2003). Ele também estreou no número 7 na tabela Top R&B/Hip-Hop Albums. Até novembro de 2018, o álbum já havia vendido mais de 395.000 cópias nos EUA.

## Promoção
Em Novembro de 2008, a cantora apresentou "Hero" com os finalistas do programa The X Factor.
Também cantou a canção na posse do presidente Barack Obama em 20 de Janeiro de 2009.

## Faixas
| N.º            | Título                                                       | Álbum          | Duração |  |
| 1.             | "Hero"                                                       | Music Box      | 4:19    |  |
| 2.             | "One Sweet Day" (part. Boyz II Men)                          | Daydream       | 4:41    |  |
| 3.             | "Vision of Love"                                             | Mariah Carey   | 3:31    |  |
| 4.             | "Without You"                                                | Music Box      | 3:34    |  |
| 5.             | "Can't Let Go"                                               | Emotions       | 4:27    |  |
| 6.             | "Love Takes Time"                                            | Mariah Carey   | 3:49    |  |
| 7.             | "I'll Be There" (part. Trey Lorenz)                          | MTV Unplugged  | 4:43    |  |
| 8.             | "Thank God I Found You" (Make It Last Remix part. Joe e Nas) | Rainbow        | 5:09    |  |
| 9.             | "Endless Love" (part. Luther Vandross)                       | Songs          | 4:18    |  |
| 10.            | "I Still Believe"                                            | #1's           | 3:54    |  |
| 11.            | "My All"                                                     | Butterfly      | 3:50    |  |
| 12.            | "The Roof (Back in Time)"                                    | Butterfly      | 5:14    |  |
| 13.            | "When You Believe" (com Whitney Houston)                     | #1's           | 4:31    |  |
| 14.            | "Anytime You Need a Friend"                                  | Music Box      | 4:26    |  |
| 15.            | "Always Be My Baby"                                          | Daydream       | 4:18    |  |
| 16.            | "Dreamlover"                                                 | Music Box      | 3:53    |  |
| 17.            | "How Much" (part. Usher)                                     | Rainbow        | 3:31    |  |
| 18.            | "Reflections (Care Enough)"                                  | Glitter        | 3:23    |  |
| Duração total: | Duração total:                                               | Duração total: | 72:11   |  |

| Edição Internacional |                                                                |         |  |
| N.º                  | Título                                                         | Duração |  |
| 1.                   | "Hero"                                                         | 4:19    |  |
| 2.                   | "Vision of Love"                                               | 3:31    |  |
| 3.                   | "Without You"                                                  | 3:34    |  |
| 4.                   | "Always Be My Baby"                                            | 4:18    |  |
| 5.                   | "My All"                                                       | 3:50    |  |
| 6.                   | "How Much" (part. Usher)                                       | 3:31    |  |
| 7.                   | "Dreamlover"                                                   | 3:53    |  |
| 8.                   | "Thank God I Found You" (Make It Last Remix feat. Joe and Nas) | 5:09    |  |
| 9.                   | "The Roof (Back in Time)"                                      | 5:14    |  |
| 10.                  | "One Sweet Day" (part. Boyz II Men)                            | 4:41    |  |
| 11.                  | "Anytime You Need a Friend"                                    | 4:26    |  |
| 12.                  | "I'll Be There" (part. Trey Lorenz)                            | 4:43    |  |
| 13.                  | "I Still Believe"                                              | 3:54    |  |
| 14.                  | "Reflections (Care Enough)"                                    | 3:23    |  |
| 15.                  | "Open Arms"                                                    | 3:30    |  |
| 16.                  | "Against All Odds (Take a Look at Me Now)" (part. Westlife)    | 3:25    |  |
| 17.                  | "Endless Love" (part. Luther Vandross)                         | 4:18    |  |
| 18.                  | "All I Want for Christmas Is You"                              | 4:01    |  |
| Duração total:       | Duração total:                                                 | 70:20   |  |

| Edição japonesa |                                                                |         |  |
| N.º             | Título                                                         | Duração |  |
| 1.              | "Hero"                                                         | 4:19    |  |
| 2.              | "One Sweet Day" (part. Boyz II Men)                            | 4:41    |  |
| 3.              | "Endless Love" (part. Luther Vandross)                         | 4:18    |  |
| 4.              | "Can't Take That Away (Mariah's Theme)"                        | 4:32    |  |
| 5.              | "Open Arms"                                                    | 3:30    |  |
| 6.              | "Reflections (Care Enough)"                                    | 3:23    |  |
| 7.              | "Butterfly"                                                    | 4:35    |  |
| 8.              | "Love Takes Time"                                              | 3:49    |  |
| 9.              | "My All"                                                       | 3:50    |  |
| 10.             | "Without You"                                                  | 3:34    |  |
| 11.             | "Always Be My Baby"                                            | 4:18    |  |
| 12.             | "Vision of Love"                                               | 3:31    |  |
| 13.             | "Can't Let Go"                                                 | 4:27    |  |
| 14.             | "Anytime You Need a Friend"                                    | 4:26    |  |
| 15.             | "Thank God I Found You" (Make It Last Remix part. Joe and Nas) | 5:09    |  |
| 16.             | "I'll Be There" (part. Trey Lorenz)                            | 4:43    |  |
| 17.             | "I Still Believe"                                              | 3:54    |  |
| 18.             | "Never Too Far"                                                | 3:55    |  |
| 19.             | "All I Want for Christmas Is You"                              | 4:01    |  |
| Duração total:  | Duração total:                                                 | 75:35   |  |

| Edição do iTunes americano |                                                             |         |  |
| N.º                        | Título                                                      | Duração |  |
| 19.                        | "The Roof" (Mobb Deep)"                                     | 5:30    |  |
| 20.                        | "Always Be My Baby" (Mr. Dupri Mix part. Da Brat e Xscape)" | 4:39    |  |
| Duração total:             | Duração total:                                              | 82:20   |  |

| Edição do iTunes internacional |                                                      |         |  |
| N.º                            | Título                                               | Duração |  |
| 19.                            | "Anytime You Need a Friend" (Ministry of Sound Mix)" | 9:44    |  |
| 20.                            | "Always Be My Baby" (Always Club)"                   | 10:25   |  |
| Duração total:                 | Duração total:                                       | 90:29   |  |

## Desempenho nas tabelas musicais
| Chart (2008–09)                         | Maior posição |
| --------------------------------------- | ------------- |
| Austrália (ARIA)                        | 79            |
| Dinamarca (Hitlisten)                   | 25            |
| Escócia (Official Scottish Albums)      | 16            |
| Estados Unidos (Billboard 200)          | 10            |
| Estados Unidos (Top R&B/Hip Hop Albums) | 7             |
| Países Baixos (Dutch Charts)            | 5             |
| Europa (Billboard European Albums)      | 42            |
| França (SNEP)                           | 39            |
| Irlanda (IRMA)                          | 8             |
| Itália (FIMI)                           | 56            |
| Japão (Oricon)                          | 19            |
| Nova Zelândia (RMNZ)                    | 19            |
| Reino Unido (Official Albums Chart)     | 13            |
| Reino Unido (UK R&B Albums Chart)       | 1             |
| Suécia (Sverigetopplistan)              | 22            |

| Chart (2008)      | Posição |
| ----------------- | ------- |
| Reino Unido (OCC) | 126     |

## Vendas e certificações
| Região                                         | Certificação | Vendas   |
| ---------------------------------------------- | ------------ | -------- |
| Irlanda (IRMA)                                 | Ouro         | 7,500^   |
| Reino Unido (BPI)                              | Ouro         | 100,000^ |
| ^distribuições baseadas apenas na certificação |              |          |

## Histórico de lançamento
- Itália - 17 de outubro de 2008[33]
- Coreia do Sul e Argentina - 21 de outubro de 2008[34]
- Hong Kong - 22 de outubro de 2008
- Alemanha - 24 de outubro de 2008;[35] 10 de abril de 2009[36]
- Austrália - 3 de novembro de 2008[37]
- França - 17 de novembro de 2008[38]
- Japão - 26 de novembro de 2008[39]
- Canadá - novembro de 2008
- Brasil - 2 de dezembro de 2008[40]
- Taiwan - 30 de dezembro de 2008[41]
- Portugal - 19 de janeiro de 2009[42]
- EUA - 20 de janeiro de 2009[43]
- Espanha - 3 de fevereiro de 2009[44]